# Oscar Underwood

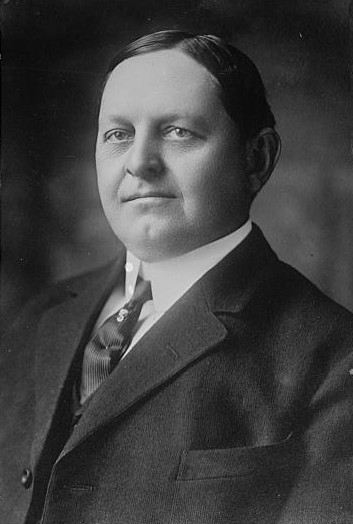
Oscar Underwood

Oscar Wilder Underwood, född 6 maj 1862 i Louisville, Kentucky, död 25 januari 1929 i Fairfax County, Virginia, var en amerikansk demokratisk politiker. Han representerade delstaten Alabama i båda kamrarna av USA:s kongress, först i representanthuset 1895-1896 samt 1897-1915 och sedan i senaten 1915-1927. Han var motståndare till Ku Klux Klan och emot alkoholförbud.
Underwood studerade vid University of Virginia. Han inledde 1884 sin karriär som advokat i Birmingham, Alabama. Hans motkandidat i kongressvalet 1894 hette Truman H. Aldrich. Underwood tillträdde 1895 som kongressledamot men republikanen Aldrich överklagade valresultatet. Det bestämdes år 1896 att Aldrich hade trots allt vunnit valet och fick efterträda Underwood i representanthuset. Underwood blev invald i representanthuset på nytt i kongressvalet 1896. Han omvaldes sedan åtta gånger. Han var representanthusets majoritetsledare 1911-1915.
Underwood efterträdde 1915 Francis S. White som senator för Alabama. Han var minoritetsledare 1920-1923. Han efterträddes 1923 av Joseph Taylor Robinson som demokraternas gruppledare i senaten. Underwood kandiderade inte till omval efter två mandatperioder i senaten. Han efterträddes som senator av Hugo Black.
Underwoods grav finns på Elmwood Cemetery i Birmingham.